# Ahmet Yesevi (Pendik)
Ahmet Yesevi est un quartier du district de Pendik de la métropole d'Istanbul.